# 大國主之神話
大國主之神話乃出自《古事記》的日本神話故事，接續在「因幡之白兔」的故事後面，描述大國主神遭受其兄弟八十眾神迫害，逃往根堅州國而遇到其妻須勢理毘賣命的過程。

## 概要

### 古事記之記載
根據《古事記》上卷記載，大穴牟遲神與其八十個兄弟一同前往因幡國（今鳥取縣）稻羽（いなば），拜訪當地之美人八上比賣。八上比賣回覆八十眾神曰：「我不想聽汝等之言，將嫁大穴牟遲神。」於是八十眾神勃然大怒，欲殺大穴牟遲神。一行人走到伯伎國手間山山腳下時，八十眾神對大穴牟遲神說：「聽說這裡有紅色野豬，我們去山上趕牠下來，你在此等候。若你失手沒有抓住，我們必定殺了你。」八十眾神到了山上，用火燒一顆似豬的巨石並推落山谷，大穴牟遲神伸手抓取時活活被燒死。悲傷的母親刺國若比賣（さしくにわかひめ）前往高天原請求神產巢日之命救助，後者遂派遣𧏛貝比賣與蛤貝比賣二神使之復活。首先𧏛貝比賣刮削貝殼磨成粉，接著蛤貝比賣將貝殼粉、蛤汁、母乳混合，塗敷在大穴牟遲神的身軀上。大穴牟遲神非但復活，而且變成英俊挺拔的青年。
得知大穴牟遲神復活的八十眾神打算再度殺害之，入山砍倒大樹並用木樁打出裂縫，命令大穴牟遲神入內，然後拔出木樁準備夾死後者。其母刺國若比賣一邊哭泣一邊找到了這棵大樹，救出大穴牟遲神，並告其子曰：「只要你還活著的話，一定會被八十神所滅。」於是教祂逃向木國大屋毘古神之處避險。八十眾神來到木國追殺大穴牟遲神，大屋毘古神讓祂經由樹洞逃出並說：「可以逃往須佐能男命所坐之根堅州國，祂一定會幫助祢的。」
因此大穴牟遲神來到須佐之男命之御所，其女須勢理毘賣出門見之即一見鍾情，兩人立即完婚。須勢理毘賣帶大穴牟遲神回家拜見父親，須佐之男命一見便稱之為「葦原色許男」（あしはらのしこお），並命他睡在蛇室內。須勢理毘賣命交給祂一條振晃三次便可驅蛇的比禮長巾，葦原色許男平安度過一夜。隔天須佐之男命又叫祂睡在充滿蜈蚣及蜜蜂的房間，葦原色許男也靠著須勢理毘賣命提供的比禮長巾安然度過。第三天須佐之男命朝著空曠的草原射出一支箭，命葦原色許男去尋找。想不到祂一進入後，四周旋即起火燃燒。正當手足無措之際，跑來一隻老鼠說：「洞內很寬闊，洞口很狹窄。」原來此草原下方是空洞，葦原色許男用力踩踏地面，果然坍塌一個洞，便躲進去避火。野火燒燼後，老鼠銜著箭奉上，只是箭羽被鼠子啃光了。
須世理毘賣持喪具哭著進入草原尋夫，須佐之男命也認為祂必死無疑，想不到葦原色許男竟毫髮無傷地出現，並將箭還給後者。須佐之男命將葦原色許男帶回家中，要祂幫忙抓頭上的虱子。葦原色許男一看，上面爬滿了蜈蚣。須勢理毘賣拿了樸樹子和紅土給丈夫，葦原色許男馬上明白她的意思，將樸樹子放入嘴裡咬碎，和著紅土跟唾液一塊吐出來。須佐之男命以為祂吐出的是咬碎的蜈蚣，內心對葦原色許男產生憐愛之情，不久便睡著。
趁著須佐之男命熟睡，葦原色許男將其頭髮分撮綁在屋內的柱子，並以五百人才搬得動的大石阻擋門戶，揹起妻子、拿取須佐之男命的生大刀、生弓矢、妻子的天詔琴就逃出。不料天詔琴碰到樹發出聲響，驚醒須佐之男命。祂的頭髮被綁在屋內各柱上，動彈不得，而葦原色許男和須勢理毘賣命趁機逃之夭夭。
須佐之男命追逐到黃泉比良坂，遙遙對著大穴牟遲神（葦原色許男、大國主神）大喊：「祢用我的大刀和弓矢，躲在山腳下伏擊祢那些異母兄弟（指那些迫害大國主神的八十眾神）吧！將他們趕到河灘上，你就會成為統治葦原中國的大國主神、成為宇都志國玉神。但祢必須把我的女兒須世理毘賣納為正室，並在宇迦能山腳下建造一座壯麗的宮殿，上面要架起高聳雲霄的交叉長木，祢們就住在那裡吧！祢這個壞小子！」後來大穴牟遲神按其吩咐，成功制服八十眾神，並建立、統治葦原中國。
而八千矛神（大穴牟遲神、大國主神）雖依約迎娶元配八上比賣，然而後者畏懼須世理毘賣的妒火，將生下來的兒子吊在樹枝上即返回因幡。故此子名木俁神，亦名御井神。
接下來八千矛神向高志國的沼河比賣求婚，雙方吟唱詩歌以明愛意。八千矛神吟曰：
|  | 夜知富許能 迦微能美許登波 夜斯麻久爾 都麻麻岐迦泥弖 登富登富斯 故志能久邇邇 佐加志賣遠 阿理登岐加志弖 久波志賣遠 阿理登伎許志弖 佐用婆比爾 阿理多多斯 用婆比邇 阿理加用婆勢 多知賀遠母 伊麻陀登加受弖 淤須比遠母 伊麻陀登加泥婆 遠登賣能 那須夜伊多斗遠 淤曾夫良比 和何多多勢禮婆 比許豆良比 和何多多勢禮婆 阿遠夜麻邇 奴延波那伎奴 佐怒都登理 岐藝斯波登與牟 爾波都登理 迦祁波那久 宇禮多久母 那久那留登理加 許能登理母 宇知夜米許世泥 伊斯多布夜 阿麻波勢豆加比 許登能 加多理其登母 許遠婆 |

而沼河比賣躲在屋內，亦以詩歌回覆曰：
|  | 夜知富許能 迦微能美許等 奴延久佐能 賣邇志阿禮婆 和何許許呂 宇良須能登理叙 伊麻許曾婆 和杼理邇阿良米 能知波 那杼理爾阿良牟遠 伊能知波 那志勢多麻比曾 伊斯多布夜 阿麻波世豆迦比 許登能 加多理碁登母 許遠婆 阿遠夜麻邇 比賀迦久良婆 奴婆多麻能 用波伊傳那牟 阿佐比能 惠美佐加延岐弖 多久豆怒能 斯路岐多陀牟岐 阿和由岐能 和加夜流牟泥遠 曾陀多岐 多多岐麻那賀理 麻多麻傳 多麻傳佐斯麻岐 毛毛那賀爾 伊波那佐牟遠 阿夜爾 那古斐支許志 夜知富許能 迦微能美許登 許登能 迦多理碁登母 許遠婆 |

由於《古事記》以上古日語記述，這兩首詩歌翻譯成現代的日語便成為：
|  | 八千矛（やちほこ）の 神の命（みこと）は 八島国 妻枕（ま）きかねて 遠遠（とほとほ）し 高志の国に 賢（さか）し女（め）を 有りと聞かして 麗（くは）し女（め）を 有りと聞こして さ婚ひに あり立たし 婚ひに あり通はせ 大刀（たち）が緒（を）も いまだ解かずて 襲（おすひ）をも いまだ解かねば 嬢子（をとめ）の 寝（な）すや板戸を 押そぶらひ 我が立たせれば 引こづらひ 我が立たせれば 青山に ぬえは鳴きぬ さ野つ鳥 雉（きざし）はとよむ 庭つ鳥 鶏（かけ）は鳴く 心痛（うれた）くも 鳴くなる鳥か この鳥も 打ち止めこせね いしたふや 天馳使（あまはせづかひ） 事の 語言（かたりごと）も 是（こ）をば |

|  | 八千矛の 神の命 ぬえ草の 女にしあれば 我が心 浦渚（うらす）の鳥ぞ 今こそは 我鳥（わどり）にあらめ 後（のち）は 汝鳥（などり）にあらむを 命は な死せたまひそ いしたふや 天馳使 事の 語言も 是をば 青山に 日が隠らば ぬばたまの 夜（よ）は出でなむ 朝日の 笑み栄え来て 栲綱（たくづの）の 白き腕（ただむき） 沫雪の 若やる胸を そだたき たたきまながり 真玉手（またまで） 玉手さし枕き 股長（ももなが）に 寝（い）は寝（な）さむを あやに な恋ひ聞こし 八千矛の 神の命 事の 語言も 是をば |

翻譯成中文則為：
|  | 八千矛神坐國中，八島之國無以妻。聽聞遙遠高志國，尚有賢明之女人，久聞其落雁美貌，為了向汝求婚約，我心祟動遂來此。大刀之配繩未解，配刀未卸襲未脫，推拍少女所眠門，吾立門外頻搖戶。吾仍佇立於門外，青山鵺鳥便哀鳴，原野雉雞皆鳴啼，庭裡公雞已報曉，聲聲催人使心煩。欲將鳥兒具打下，不使其繼續鳴啼，翱翔蒼穹信使鳥，將此言語傳於汝。 |

|  | 八千矛神且聞之，妾者弱女心似鳥，沙洲水鳥慕求夫。今雖能隨妾心為，旋即對汝以心動。故勿殺群啼之鳥，翱翔蒼穹信使鳥，具事傳誦訴諸汝。待日隱山夜半時，必以燦笑出迎夫，如此待君以到來。望君愛撫妾玉手，愛撫妾雪白酥胸。我倆纏綿枕妾手，展君雙腿安以息。是以君心勿過思，妾之八千矛神命，具事代言訴予君。 |

雖然當晚兩人沒有結婚，但隔夜即結成連理。
須勢理毘賣命甚爲嫉妬，八千矛神為此而苦惱。某日後者自出雲前往倭國，臨行前一手扶著馬鞍、一腳踏在鞍蹬上，吟唱道：
|  | 奴婆多麻能 久路岐美祁斯遠 麻都夫佐爾 登理與曾比 淤岐都登理 牟那美流登岐 波多多藝母 許禮婆布佐波受 幣都那美 曾邇奴岐宇弖 蘇邇杼理能 阿遠岐美祁斯遠 麻都夫佐邇 登理與曾比 於岐都登理 牟那美流登岐 波多多藝母 許母布佐波受 幣都那美 曾邇奴棄宇弖 夜麻賀多爾 麻岐斯 阿多泥都岐 曾米紀賀斯流邇 斯米許呂母遠 麻都夫佐邇 登理與曾比 淤岐都登理 牟那美流登岐 波多多藝母 許斯與呂志 伊刀古夜能 伊毛能美許等 牟良登理能 和賀牟禮伊那婆 比氣登理能 和賀比氣伊那婆 那迦士登波 那波伊布登母 夜麻登能 比登母登須須岐 宇那加夫斯 那賀那加佐麻久 阿佐阿米能 疑理邇多多牟叙 和加久佐能 都麻能美許登 許登能 加多理碁登母 許遠婆 |

聽到詩歌的須勢理毘賣命捧著酒杯，挨近丈夫身邊吟唱：
|  | 夜知富許能 加微能美許登夜 阿賀淤富久邇奴斯 那許曾波 遠邇伊麻世婆 宇知微流 斯麻能佐岐耶岐 加岐微流 伊蘇能佐岐淤知受 和加久佐能 都麻母多勢良米 阿波母與 賣邇斯阿禮婆 那遠岐弖 遠波那志 那遠岐弖 都麻波那斯 阿夜加岐能 布波夜賀斯多爾 牟斯夫須麻 爾古夜賀斯多爾 多久夫須麻 佐夜具賀斯多爾 阿和由岐能 和加夜流牟泥遠 多久豆怒能 斯路岐多陀牟岐 曾陀多岐 多多岐麻那賀理 麻多麻傳 多麻傳佐斯麻岐 毛毛那賀邇 伊遠斯那世 登與美岐 多弖麻都良世 |

由於《古事記》以上古日語記述，這兩首詩歌翻譯成現代的日語便成為：
|  | ぬばたまの 黒く御衣（みけし）を まつぶさに 取り装（よそ）ひ 沖つ鳥 胸（むな）見る時 はたたぎも これは適（ふさ）さず 辺（へ）つ波 そに脱（ぬ）き棄（う）て そに鳥の 青き御衣を まつぶさに 取り装ひ 沖つ鳥 胸見る時 はたたぎも 此（こ）適はず 辺つ波 そに脱き棄て 山県（やまがた）に 蒔きし あたね舂（つ）き 染木（そめき）が汁に 染（し）め衣を まつぶさに 取り装ひ 沖つ鳥 胸見る時 はたたぎも 此し宜（よろ）し いとこやの 妹（いも）の命（みこと） 群鳥（むらとり）の 我（わ）が群れ往（い）なば 泣かじとは 引け鳥の 我が引け往なば 泣かじとは 汝は言ふとも 山処（やまと）の 一本薄（ひともとすすき） 項傾（うなかぶ）し 汝が泣かさまく 朝雨（あさあめ）の 霧に立たむぞ 若草の 妻の命 事の 語言（かたりごと）も 是（こ）をば |

|  | 八千矛の 神の命や 吾が大国主 汝こそは 男（を）に坐（ま）せば 打ち廻（み）る 島の埼埼（さきざき） かき廻る 磯の埼落ちず 若草の 妻持たせらめ 吾（あ）はもよ 女（め）にしあれば 汝を除（き）て 男は無し 汝を除て 夫は無し 綾垣の ふはやが下に 苧衾（むしぶすま） 柔（にこ）やが下に 栲衾（たくぶすま） さやぐが下に 沫雪（あわゆき）の 若やる胸を 栲綱（たくづの）の 白き腕（ただむき） そだたき たたきまながり 真玉手（またまで） 玉手さし枕（ま）き 股長（ももなが）に 寝（い）をし寝（な）せ 豊御酒（とよみき）奉らせ |

翻譯成中文便是：
|  | 黝黑御裳慎以著，似海鳥狀俯胸前，又如海鳥拍拂袖，甚覺此裳不合吾，便似退潮褪衣裳。翠鳥青衣慎又著，似海鳥般俯胸前，如鳥拍拂御衣袖，亦覺此裳不合吾，復如退潮褪衣裳。蓼藍搗衣慎再著，似海鳥狀俯吾胸，如鳥拍拂吾衣袖，覺此衣裳甚適吾。綺麗吾妻須勢理，若吾如鳥群飛離，率人領眾離汝去，或如隨鳥飛離鳥，隨眾棄汝離此去。假使汝強言非泣，蓋似山腳芒垂泣！汝之嘆息如朝雨，化為霧氣罩四周，嘆息霧氣籠罩矣！可愛吾妻須勢理，以此代言傳於汝。 |

|  | 八千矛之大御神，君為妾之大國主，君既身為御男神，是故巡島之碕碕，故有數妻居各所。然妾乃為卑女神，除君之外另無夫。身居綾垣飄垂下，其下苧衾柔被內，沙沙鳴響栲衾中，我倆互擁為纏眠，君撫卑妾皙酥胸，栲綱白嫩妾玉手，以妾玉手枕以眠，展君雙腿休憩矣！望君盡飲豐御酒！ |

夫婦兩人如此吟唱，並喝下交杯酒以增進彼此的誓約，互搭頸併坐。此四首詩歌謂之「神語」也。

## 解說
本神話故事出自《古事記》，《先代舊事本紀》第四卷地祇本紀亦見，但《日本書紀》則沒有記載。大國主神遭受八十眾神之迫害而死亡，幾番透過母親刺國若比賣之力而復活，酷似芬蘭史詩《卡勒瓦拉》的橋段，戶部民夫認為這也象徵大國主神通過成年禮的儀式。
大國主神遭到火燒的豬形巨石燙死，𧏛貝比賣與蛤貝比賣二神首先刮削貝殼磨成粉，接著將貝殼粉、蛤汁、母乳混合，塗敷於其身軀，據考究這類似治療燙傷的石灰搽劑（Linimentum Calcis）。
大國主神避難的「木國」一般解釋為紀伊國，這是因為當時出雲國和紀伊國已經開始交流。但是根堅州國之入口「黃泉津比良坂」位於舊出雲國（今（島根縣松江市）），由此前往紀伊國卻顯得不順路，故木國也可解釋成「種植許多樹木之地」。
大國主神與妻妾吟唱的詩歌，從內容來看像是在宴席之間吟詠的。可是當中有許多用詞乃後世才逐漸使用，一般認為這四首詩歌是後世添加上去的。

## 內部連結
- 大國主神

## 外部連結
- （日語）大国主神の物語とゆかりの地|出雲神話とゆかりの地 （页面存档备份，存于）